# Itame coloradensis
Itame coloradensis là một loài bướm đêm trong họ Geometridae.